# Lagothrix lagothricha poeppigii
Macaco-barrigudo-de-poeppigii (Lagothrix lagothricha poeppigii)  é uma subespécie de macaco-barrigudo encontrado no Brasil, Equador e Peru. Seu nome é em homenagem ao zoólogo alemão Eduard Friedrich Poeppig.